# أنطونيو موريتي
أنطونيو موريتي (3 يونيو 1902 ريميني إيطاليا - 15 أبريل 1985 مودينا إيطاليا) هو لاعب كرة قدم إيطالي سابق كان يلعب كمهاجم.